# The Kids Aren't Alright
«The Kids Aren't Alright» es una canción de la banda The Offspring. Fue el tercer sencillo de su álbum Americana. El título está basado en la canción de The Who, "The Kids Are Alright", procedente de su álbum My Generation.

## Listado de canciones
1. "The Kids Aren't Alright" - 3:00
2. "Pretty Fly (For a White Guy) (Live)"
3. "Walla Walla (Live)"

- Algunas versiones incluyeron el videoclip de "Pretty Fly (for a White Guy)". Otras, la canción en concierto de "Why Don't You Get A Job?".

## Significado
La canción está inspirada en una visita que Dexter Holland hizo a su antiguo barrio, Garden Grove en Orange County. Allí se encontró que la mayoría de sus viejos amigos se habían topado con trágicos destinos: muchos habían muerto en un accidente de tráfico o se encontraban en crisis nerviosas, y fue entonces cuando se decidió a escribir la canción. En ella relata las fatales vivencias de cuatro jóvenes (ficticios) del barrio: Jamie, Mark, Jay y Brandon. La primera se queda embarazada y debe dejar el instituto; el segundo es un guitarrista aficionado a la marihuana; el tercero se suicida y la última víctima sufre una sobredosis y muere.
El trasfondo del sencillo continúa la línea de la banda en Americana, es decir, la crítica a la sociedad estadounidense. En esta ocasión se dirige a los adolescentes y a los peligros que están expuestos.

## Videoclip
El vídeo promocional de «Kids Aren’t Alright» fue lanzado un mes antes del lanzamiento del álbum y MTV le dio una gran difusión continuamente. Fue dirigido por Yariv Gaber y combina escenas de la banda en una sola habitación donde se suceden una serie de personajes y acciones, muchas de ellas realizadas digitalmente por ordenador. En el video aparece la música Bif Naked entre los personajes.
Fue nominado a la Mejor Dirección en los MTV Video Music Awards.

## Posicionamiento
| Año  | Listas                       | Posición |
| ---- | ---------------------------- | -------- |
| 1999 | Modern Rock Tracks (USA)     | N.º 6    |
| 1999 | Mainstream Rock Tracks (USA) | N.º 11   |